# Stephan Weickert
Stephan Weickert (* 12. Juni 1892 in Kirchheim; † 16. März 1952 in Eßlingen am Neckar) war ein deutscher Vertriebenenpolitiker.

## Leben und Beruf
Nach dem Besuch des Gymnasiums und der Handelsschule war er ab 1912 in der Großindustrie als Versandleiter, Betriebsleiter, Generalvertreter und Organisationsleiter tätig. 1936 wechselte er zur Allianz-Versicherung über und war in Österreich und im Sudetenland als Organisator und Versicherungsbeamter tätig. Nach der Flucht nach Bayern war Weickert dort wieder beim Allianz-Konzern beschäftigt. 

## Politik
Zum 1. Dezember 1932 trat Weickert der NSDAP bei (Mitgliedsnummer 1.420.105).
Er trat nach dem Zweiten Weltkrieg dem Neubürgerbund von Günter Goetzendorff bei und wurde Stadtrat von Landshut, ehrenamtlicher Flüchtlings-Vertrauensmann und Aufsichtsrat des Sozialen Hilfswerks Bayern. Aufgrund des Wahlbündnisses des Neubürgerbundes mit der WAV kandidierte er bei den Wahlen zum ersten Bundestag. Dem Deutschen Bundestag gehörte er seit der Wahl 1949 bis zu seinem Tode an. 1950 beteiligte sich Weickert an der Gründung der Vertriebenenpartei GB/BHE und bildete mit Hans-Gerd Fröhlich, Hans Friedrich, Hans Tichi und Franz Ott die Bundestagsgruppe BHE/DG. Weickert war bis zu seinem Tode Vorsitzender des Bundestagsausschusses für Grenzlandfragen.